# Oliver Christensen
Oliver Christensen (* 22. März 1999 in Kerteminde) ist ein dänischer Fußballtorwart. Seit seiner Jugend spielte er für Odense BK, für den er 2018 sein Debüt in der Superligæn gab. Christensen war dänischer Juniorennationaltorwart und steht als Leihspieler der AC Florenz beim SK Sturm Graz unter Vertrag.

## Karriere

### Verein
Oliver Christensen wurde in Kerteminde, einer Stadt im Nordosten der Insel Fünen, 19 Kilometer von Odense entfernt, geboren. Während seiner Kindheit trat er in seinem Geburtsort dem Verein Kerteminde Boldklub bei, bevor er zur Jugend von Odense BK wechselte. Im Oktober 2016 spielte Christensen bei Manchester United vor. Am 22. Oktober 2018 gab er im Alter von 19 Jahren beim 1:1 im Auswärtsspiel gegen Brøndby IF sein Debüt als Profi in der Superliga. In der Spielzeit 2019/20 gelang Oliver Christensen der Durchbruch und er wurde Stammtorhüter. Sowohl in dieser Saison als auch in der darauffolgenden Spielzeit landete er mit Odense BK in der Abstiegsrunde, wo allerdings jeweils der Klassenerhalt erreicht wurde. In erstgenannter Saison qualifizierte sich der Verein zudem für die Play-offs um die Qualifikation für die UEFA Europa League, wo Odense BK gegen Aarhus GF verlor.
Ende August 2021 wechselte Christensen nach Deutschland in die Bundesliga zu Hertha BSC. Dort unterschrieb er einen Vertrag mit einer Laufzeit bis 2026. Während der Saison 2021/22 blieb er ohne Einsatz, da Alexander Schwolow oder Marcel Lotka den Vorzug bekamen. Hertha beendete die Saison auf dem 16. Tabellenplatz und musste in die Relegation gegen den Hamburger SV. Da Lotka und Schwolow verletzt ausfielen, stand Christensen bei beiden Spielen (0:1/2:0) im Tor und konnte mit dem Bundesligisten die Klasse halten. Zur Saison 2022/23 verließen Schwolow und Lotka den Verein, sodass Christensen unter dem neuen Cheftrainer Sandro Schwarz die „Nummer 1“ wurde. Er kam in 33 von 34 Spielen zum Einsatz und stieg mit den Berlinern zum Ende der Spielzeit aus der Bundesliga ab.
Anfang August 2023 wechselte er nach Italien zum Erstligisten AC Florenz. Ende Januar 2025 wechselte Christensen leihweise in die Serie B zur US Salernitana. Für Salerno kam er zu 16 Einsätzen in der Serie B, aus der das Team aber abstieg. Im August 2025 wurde Christensen an den österreichischen Bundesligisten SK Sturm Graz weiterverliehen.

### Nationalmannschaft
Oliver Christensen absolvierte jeweils zwei Partien für die dänische U18-Nationalmannschaft im Jahr 2017 sowie für die U19-Junioren in den Jahren 2017 und 2018. Nachdem er 2019 zu einem Spiel für die U20-Auswahl gekommen war, debütierte er am 10. September 2019 beim 2:1-Sieg im EM-Qualifikationsspiel in Aalborg gegen Rumänien für die dänische U21-Nationalmannschaft. Christensen nahm mit der U21 an der EM-Endrunde 2021 in Ungarn und Slowenien, die aufgrund der Coronakrise zweigeteilt war, teil; die Gruppenphase fand im März 2021 statt, die Finalrunde wurde vom 31. Mai 2021 bis zum 6. Juni 2021 ausgetragen. Bei diesem Turnier erreichte Dänemark das Viertelfinale, in der gegen den späteren Titelträger Deutschland die Skandinavier den kürzeren zogen, allerdings erst nach Elfmeterschießen. Dabei kam Oliver Christensen in jedem Spiel zum Einsatz.
Bereits im November 2020 debütierte er für die dänische A-Nationalmannschaft, als er beim 2:0-Sieg im Freundschaftsspiel in Brøndby gegen Schweden zum Einsatz kam.
Bei der WM 2022 gehörte er dem dänischen Aufgebot an, wurde jedoch nicht eingesetzt.